# 松山市総合コミュニティセンター
松山市総合コミュニティセンター（まつやましそうごうコミュニティセンター）は愛媛県松山市にあるコンベンションセンターである。
1987年に開館。公益財団法人松山市文化・スポーツ振興財団が指定管理者となり運営している。市民からは略称で「コミセン（またはコミュセン）」とも呼ばれる。

## 施設
- 松山市立中央図書館
- 体育館
- 温水プール
- 文化ホール（キャメリアホール）
- 研修室
- こども館
- コスモシアター
- 企画展示ホール

## 画像

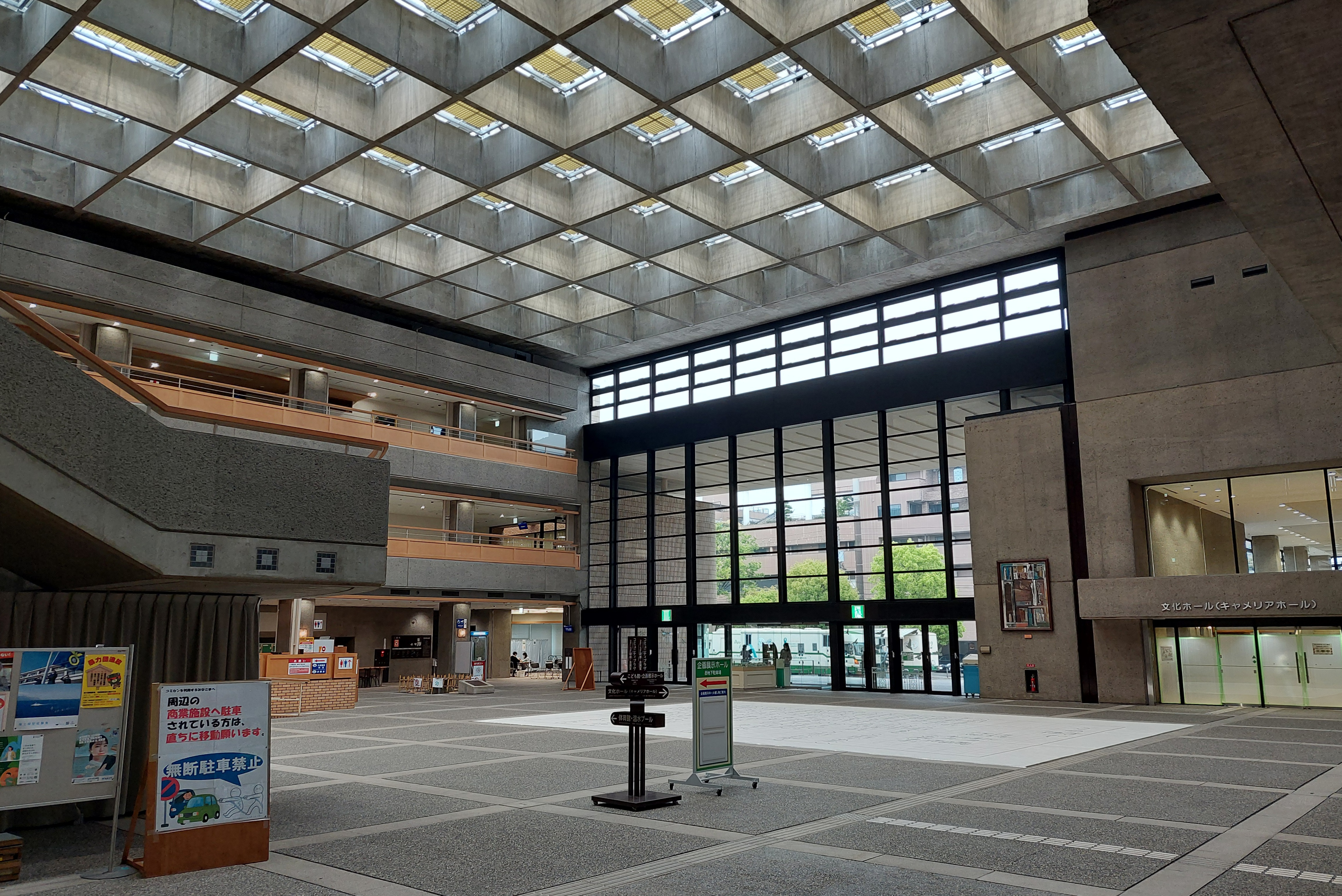
コミュニティプラザ
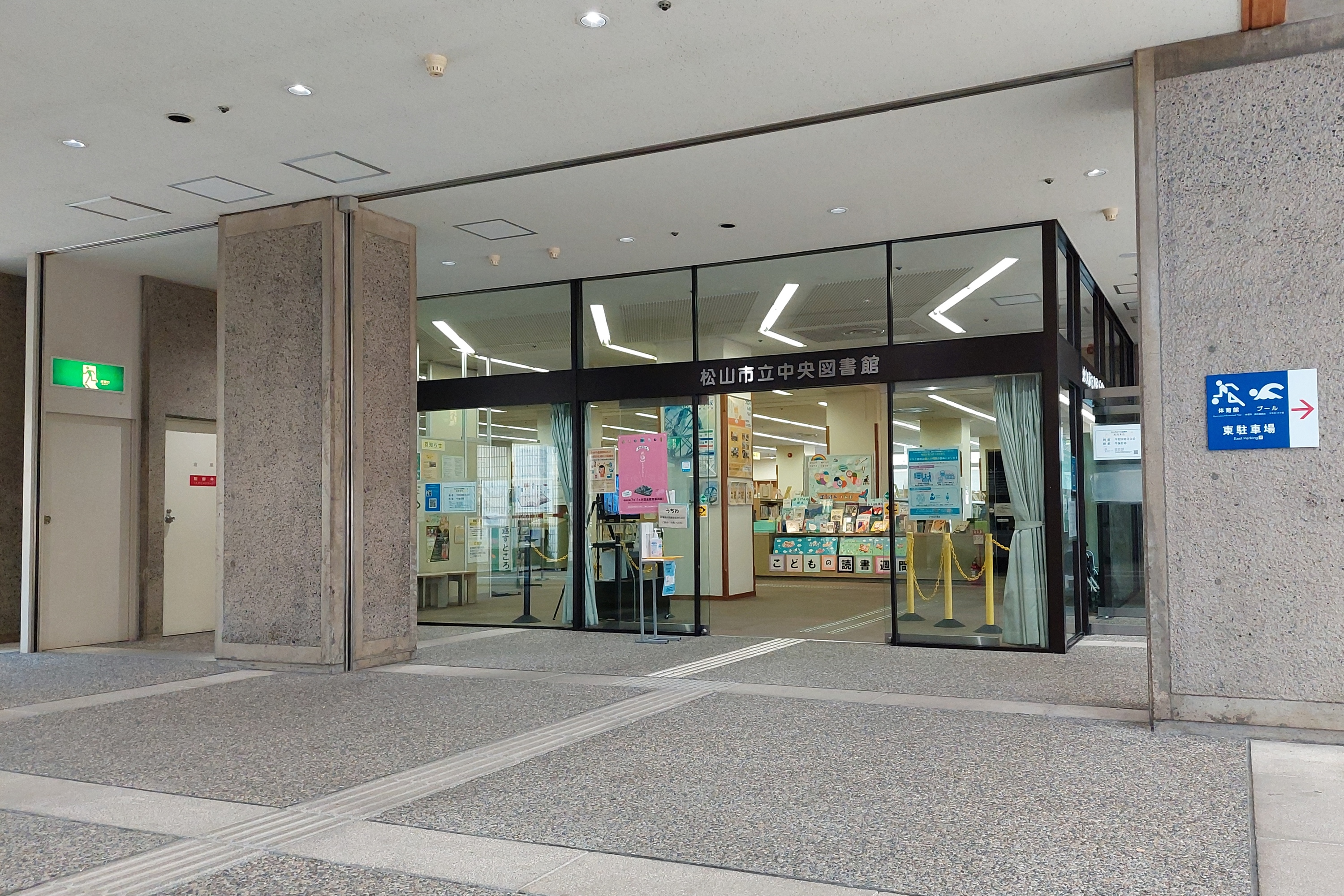
図書館
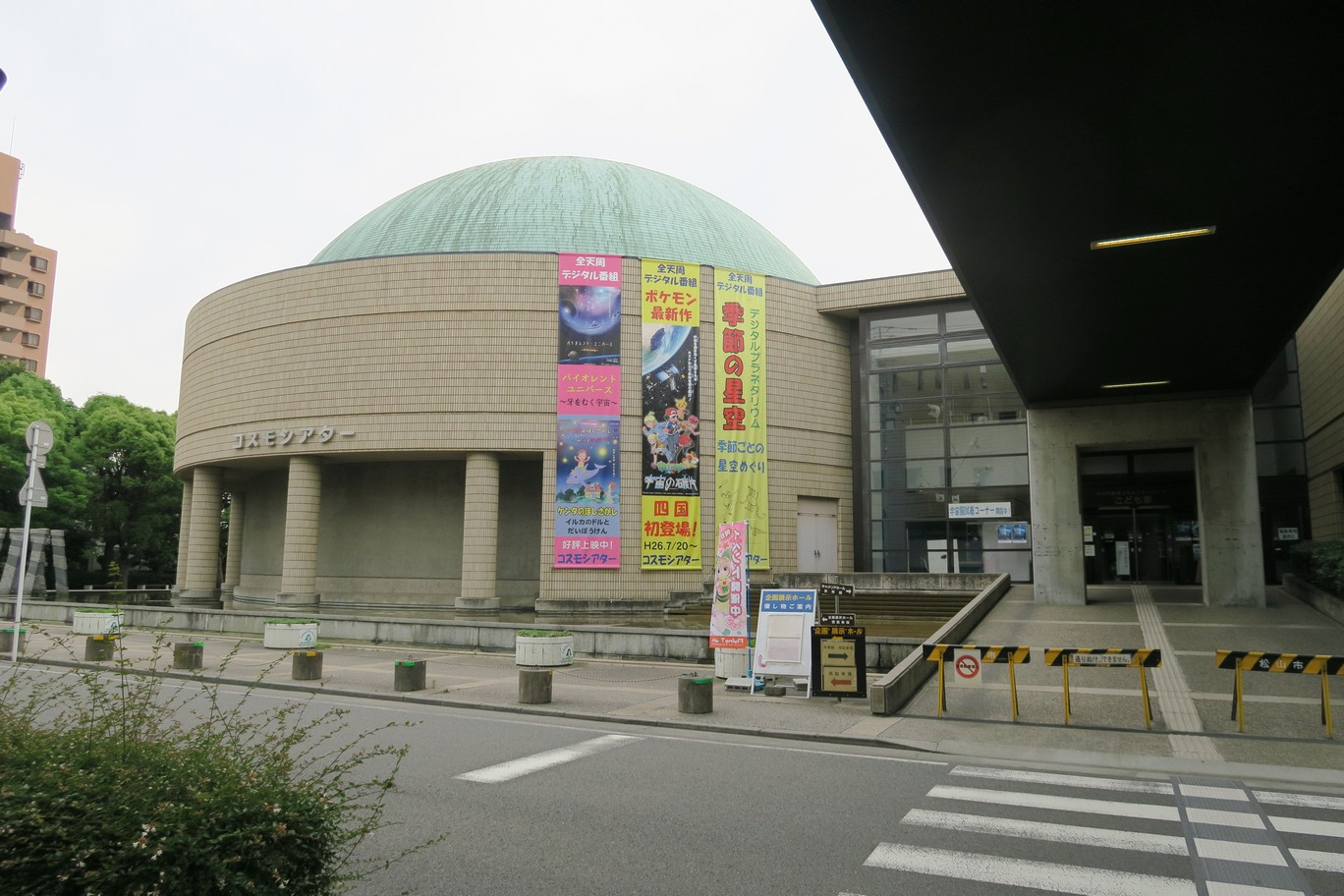
コスモシアター
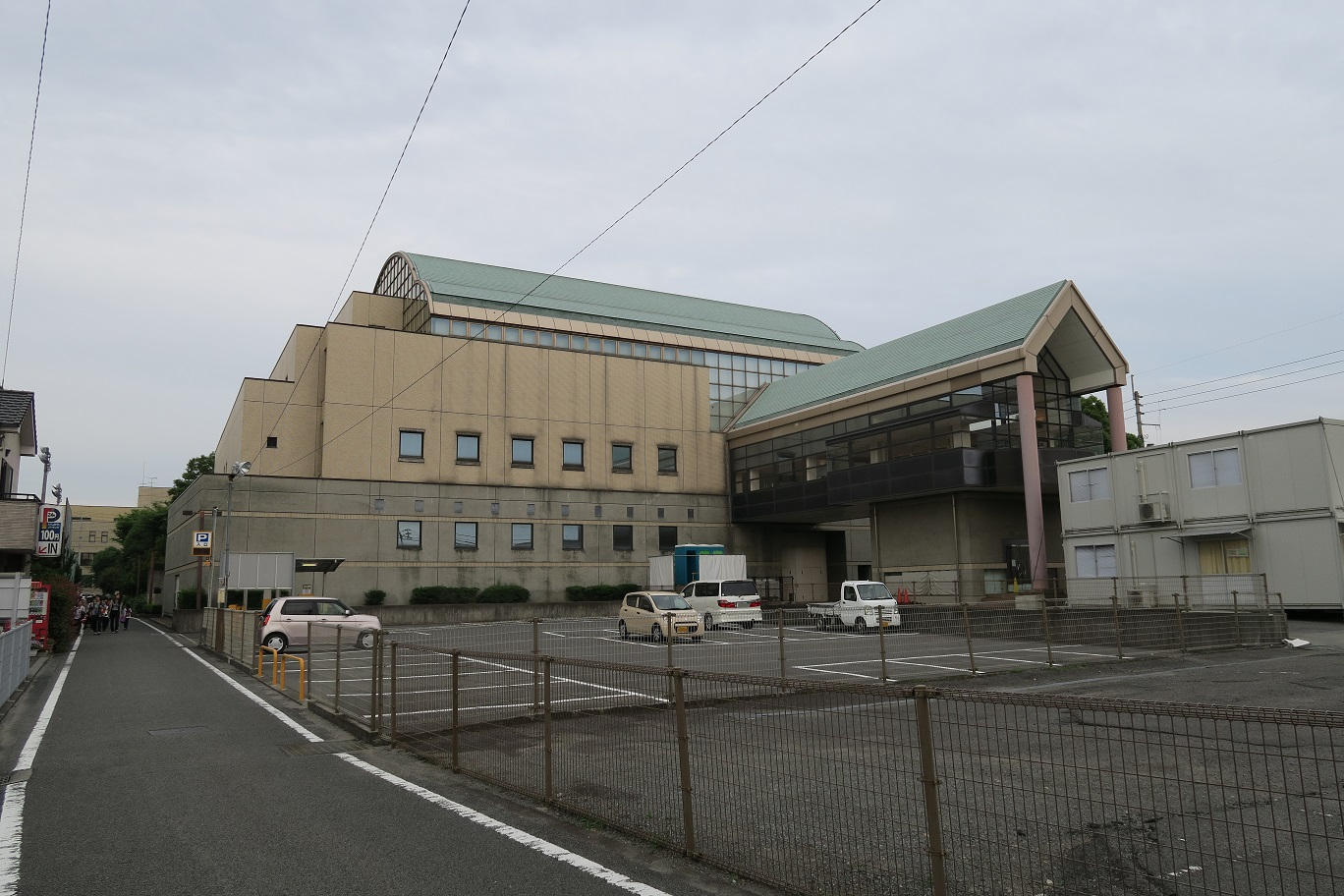
企画展示ホール
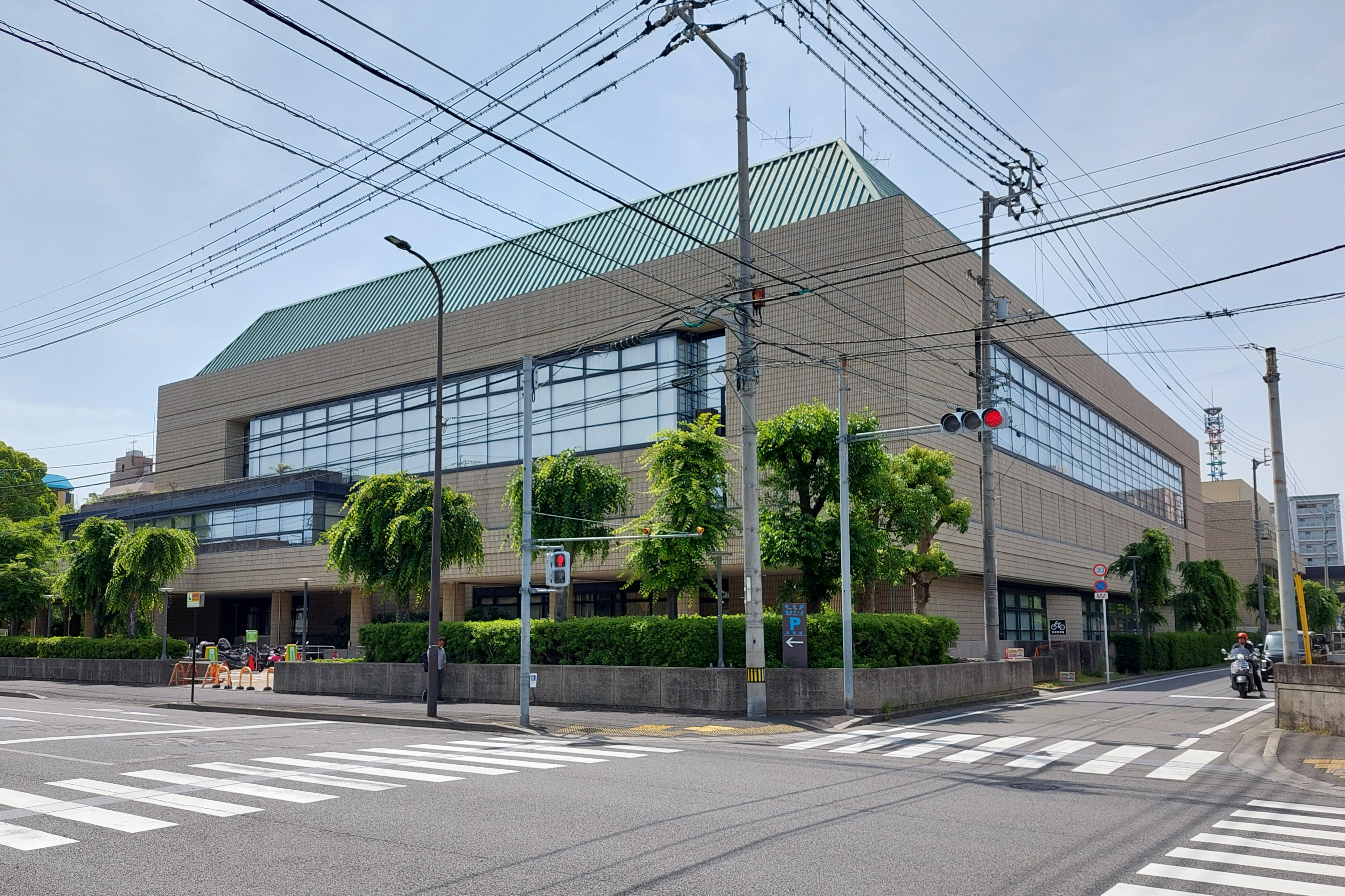
体育館
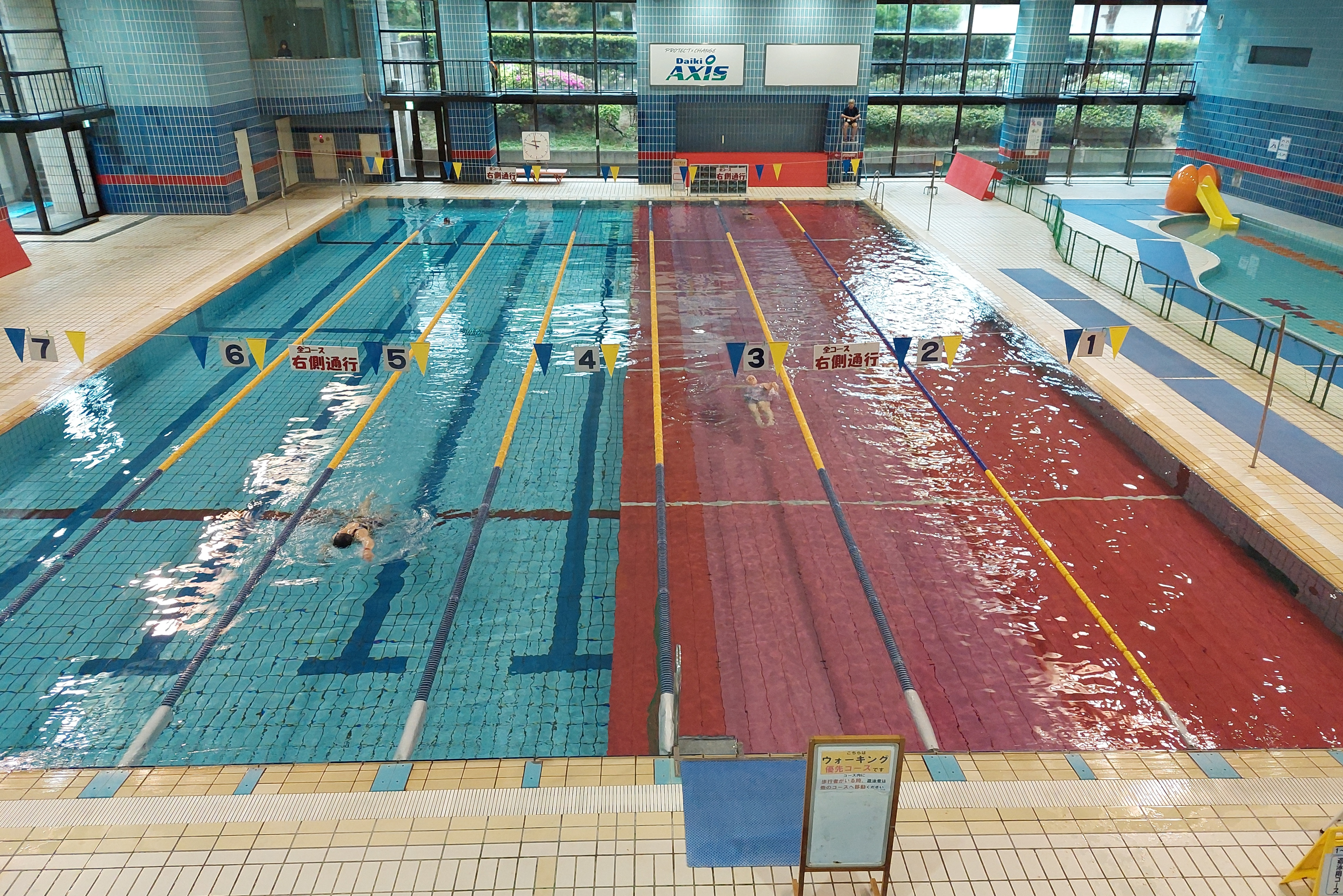
温水プール
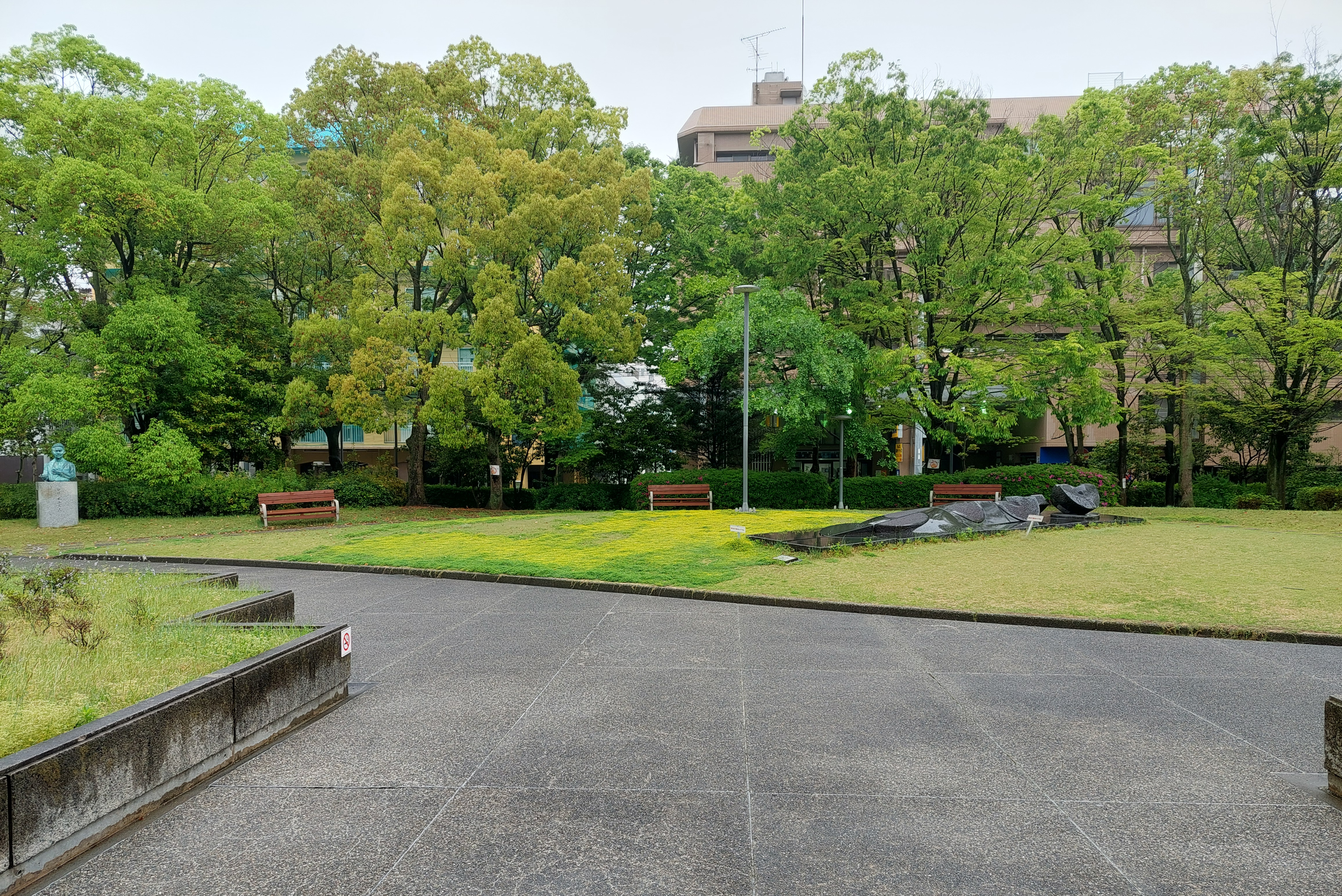
庭園
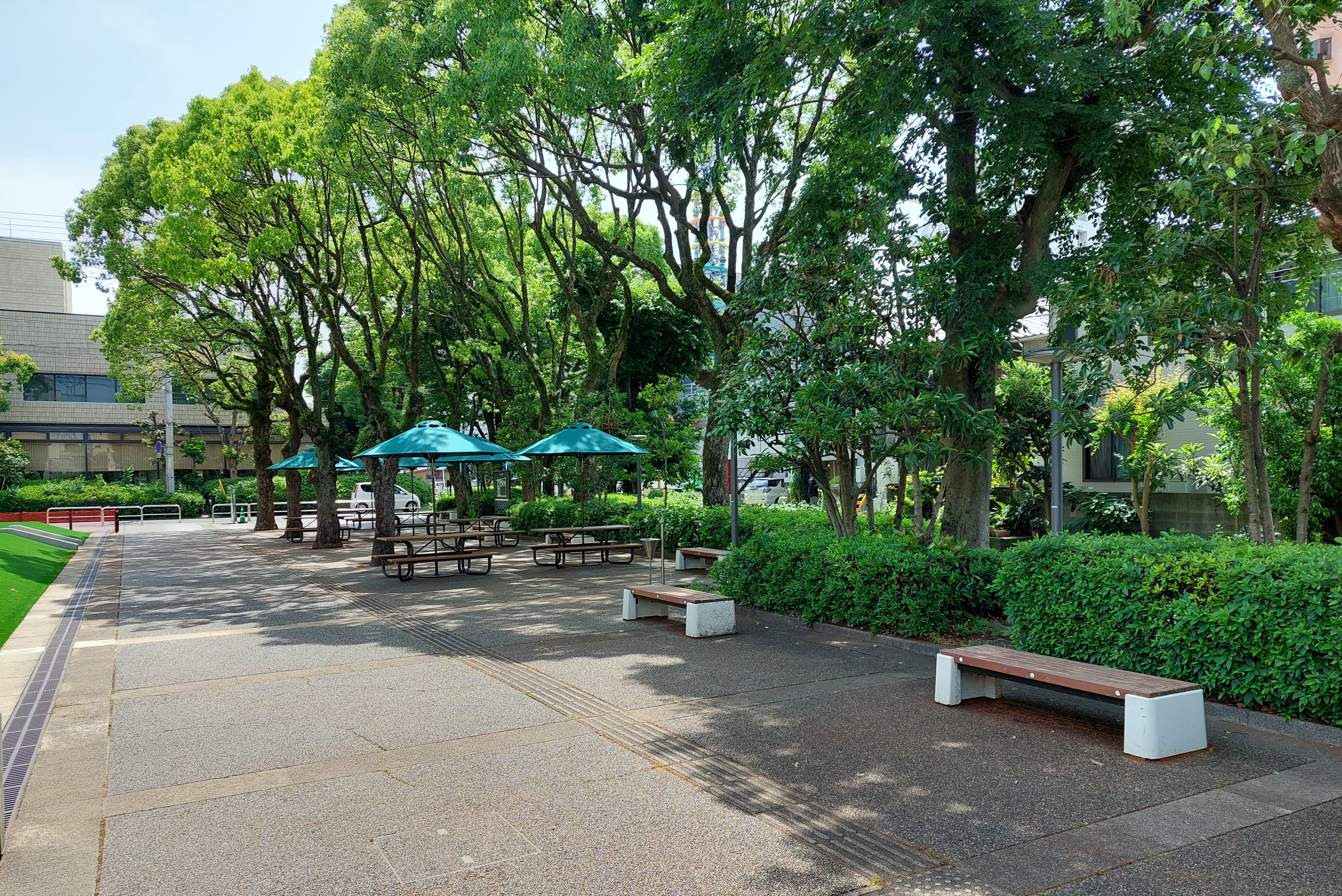
こども館南側の広場

## アクセス
伊予鉄道の松山市駅、土橋駅、大手町駅から徒歩10分以内。JR四国松山駅からは徒歩15分程度。